# وليام ويلكنز
وليام ويلكنز (بالإنجليزية: William Wilkins (U.S. politician))‏ (و. 1779 – 1865 م) هو سياسي، ومحام، وقاض، ودبلوماسي من الولايات المتحدة الأمريكية .
تولى منصب عضو مجلس الشيوخ الأمريكي .وهو عضو في الحزب الديمقراطي الأمريكي .

## التعليم
تعلم في جامعة بيتسبرغ.